# البانيان

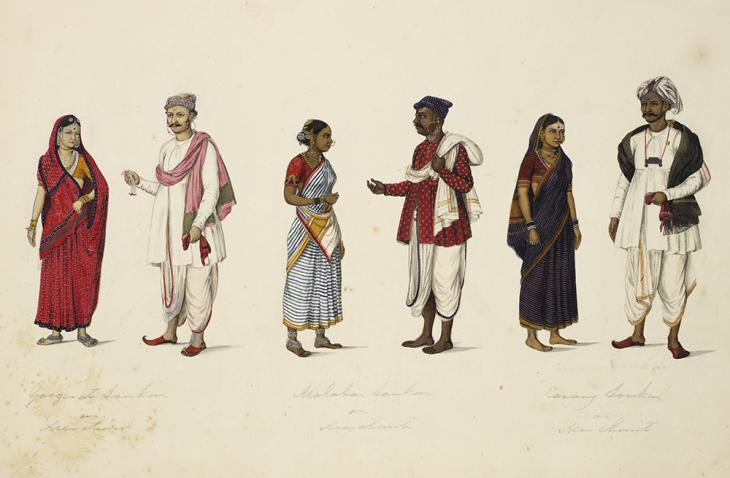
لوحة بألوان مائية لتجار كجرات ومالابار وكانارا مع زوجاتهم.

تشير كلمة البانيان إلى مجتمعات التجار المغتربين المهاجرين من جنوب آسيا إلى الخليج. ويعود أصل الاسم إلى اللغة السنسكريتية، ثم تأثر باللغات الهندية والأردية وغيرهما من اللغات. استخدم المسؤولون البريطانيون في جنوب آسيا كلمة "بانيان" لوصف هذه المجموعة، لكن يُطلق هذا الاسم في الخليج العربي على مجتمعات جنوب آسيا بشكل عام، على الرغم من تنوع أفرادها من حيث المهن والطوائف والدين والأصول الجغرافية.

## أصل التسمية
يذكر توماس هربرت، أحد المسؤولين الحكوميين الإنجليز الذين بعثوا ضمن بعثة دبلوماسية إلى بلاد فارس رؤيتهم لشجرة ضخمة مترامية الأطراف خارج بلدة جمبرون، فيقول في قصته إن هناك أسماءً مختلفة لهذه الشجرة، حيث يُطلق بعضهم عليها شجرة التين المقوسة، في حين يطلق عليها البعض الآخر شجرة الجذور؛ كما يسميها الآخرون الهندية والغوا؛ بينما هم يسمونها البانيان. وكان السكان يزخرفونها بما "يتراءى لهم مستخدمين أحيانًا شرائط، وأحيانًا أخرى شرائط ملونة مصنوعة من قماش التفتة متعدد الألوان". لا يزال يُطلق على هذه الشجرة اسم " بانيان " باللغة الإنجليزية. يعود أصل الاسم إلى اللغة السنسكريتية، ثم تأثر باللغات الهندية والأردية وغيرهما من اللغات المحلية العامية، وهو الصيغة الإنجليزية للكلمة المستعارة من اللغة الفارسية.

## البانيان في الخليج العربي
كان البانيان في الخليج العربي يعملون كوكلاء لتجّار من عدة دول أوروبية، واستمروا في ذلك حتى القرن التاسع عشر. وبفضل نجاحهم في جميع جوانب التجارة في المنطقة، لم تكن جهود شركة الهند الشرقية لتأسيس وجود تجاري في المنطقة ناجحة بدونهم. وأثناء سعي بريطانيا لتعزيز تواجدها في أوائل القرن التاسع عشر، كانت مصالح التجار "بانيان" تستخدم أحيانًا كمبررات للتدخلات العسكرية البريطانية في عام 1809وعام 1819م.

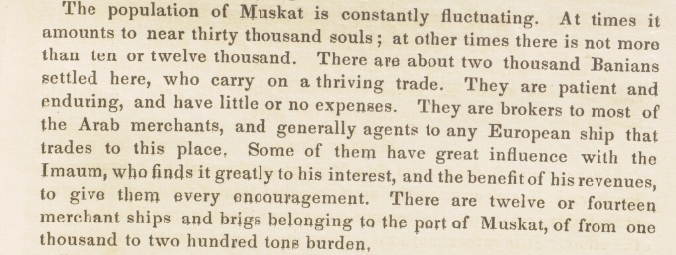
مقتطف من مذكرة بروكس يصف فيها البانيان في مسقط ومهنهم.

واستجابةً لذلك، قامت البحرية الهندية في عشرينيات القرن التاسع عشر بإجراء مسح مفصل لساحل الخليج. وكان القبطان جورج بروكس أحد المشرفين على هذا المسح، وقد نشر ملاحظاته حول الموانئ التي زارها، بما في ذلك وصف لمسقط حيث ذكر أنه يعيش هنا حوالي ألف تاجر بانيان ولديهم تجارة مزدهرة.